# Войдома (озеро)
Войдома — озеро на территории Лендерского сельского поселения Муезерского района Республики Карелия.

## Общие сведения
Площадь озера — 3,7 км², площадь бассейна — 83 км². Располагается на высоте 171,0 метров над уровнем моря.
Форма озера продолговатая, вытянуто с северо-запада на юго-восток. Берега озера каменисто-песчаные, местами заболоченные.
С востока в озеро впадает река Шаори, вытекающая из озера Саараръярви.
С юго-западной стороны озера вытекает одноимённая река, втекающая в озеро Лендерское на реке Лендерка.
Населённые пункты возле озера отсутствуют.
С севера от озера проходит линия железной дороги Брусничная — Лендеры, на которой в двух километрах от озера расположен остановочный пункт 50 км.
Код водного объекта в государственном водном реестре — 01050000111102000010793.